# Mucuna manongarivensis
Mucuna manongarivensis är en ärtväxtart som beskrevs av Du Puy och Jean-Noël Labat. Mucuna manongarivensis ingår i släktet Mucuna och familjen ärtväxter. Inga underarter finns listade i Catalogue of Life.